# Самос (ном)
Ном Самос (на гръцки: Σάμος) се състои от островите Самос, Икария и по-малките Фурни Корсеон. Неговата столица и основно пътническо пристанище е град Самос. Други пристанища са вторите по население градове на острова – Карловаси и Питагорио.
Най-близкото и голямо летище е Samos International Airport, което е важно с оглед връзката с Атина.
Сред основните продукти, които произвежда номът са прочутото сладко самоанско вино, познато още от времето на класическата античност и отличния чист зехтин. Тези два продукта са и основните стоки, изнасяни от Самос.
Номът се дели на епархиите Самос и Икария.

## Деми
| Дем           | Статистически код | Център (ако е различен) | Пощенски код | Телефонен код    |
| ------------- | ----------------- | ----------------------- | ------------ | ---------------- |
| Агиос Кирикос | 4601              |                         | 833 00       | 22750 – 2        |
| Евдилос       | 4603              |                         | 833 02       | 22750 – 3        |
| Фурни Корсеон | 4608              | Фурни                   | 833 01       | 22750 – 5        |
| Карловаси     | 4604              |                         | 832 00       | 22730 – 3        |
| Маратокампос  | 4605              |                         | 831 02       | 22730 – 3        |
| Питагорио     | 4606              |                         | 831 03       | 22730 – 6 през 9 |
| Рахес         | 4607              |                         | 833 01       | 22750 – 4        |
| Самос         | 4602              |                         | 831 – 00     | 22730 – 2        |